# Regent Street

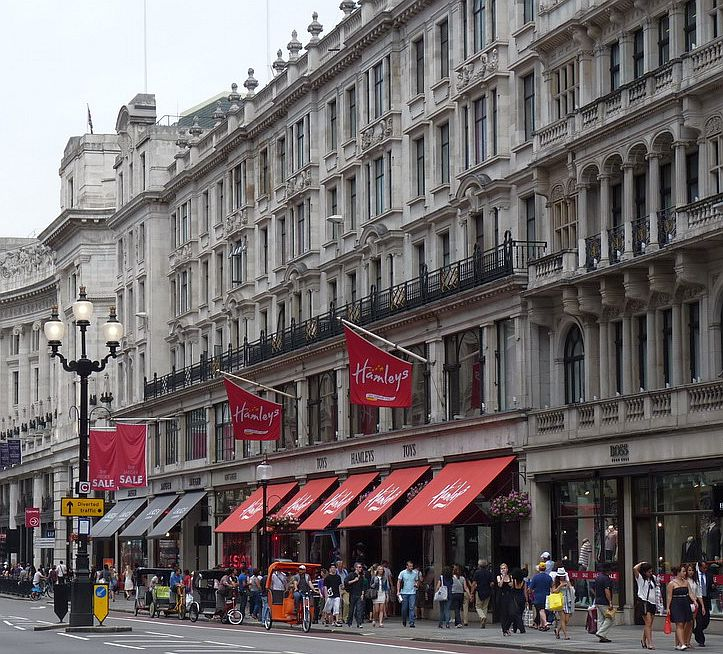
Hamleys leksaksaffär vid Regent Street i London.

Regent Street är en stor shoppinggata i Londons West End. Gatans namn syftar på prinsregenten, senare Georg IV, och byggdes efter arkitekten John Nashs planritningar från 1811 som en högtidlig rutt från regentens boning vid Carlton House.
Gatan börjar som Lower Regent Street i korsningen med Charles II Street och Waterloo Place och går sedan norrut till Piccadilly Circus. Själva Regent Street börjar vid Piccadilly Circus och går västerut innan den svänger norrut igen där den passerar Oxford Circus och blir Upper Regent Street. Gatan slutar vid korsningen mellan Langham Place, Cavendish Place och Mortimer Street.